# Georg von Kramsta
Georg von Kramsta, także Christian Georg von Kramsta (ur. 12 listopada 1842 we Freiburgu na Śląsku, zm. 14 czerwca 1901 we Frankenthal) – hrabia, śląski przedsiębiorca z rodziny Kramsta.

## Życiorys
Urodził się 12 listopada 1842 roku we Freiburgu na Śląsku, był synem Christiana Gustava von Kramsty i jego żony Pauliny z domu Schmidt. 16 września 1879 roku ożenił się z Emmą Pauliną Scheiblerówną – córką łódzkiego fabrykanta Karola Scheiblera, z którą miał pięć córek i syna. W latach 1854–1860 uczył się w Realgymnasium am Zwinger we Wrocławiu. W latach 1861–1863 studiował na Gewerbeakademie w Berlinie. W 1866 roku stał się wspólnikiem w firmie ojca C.G. Kramsta & Söhne, a po jego śmierci 13 grudnia w 1869 roku przejął po nim kopalnie węgla, galmanu, huty cynku, a także nieruchomości na Górnym i Dolnym Śląsku oraz w tej części Polski, która znajdowała się pod panowaniem rosyjskim. Mieszkał we Freiburgu do 1871 roku, następnie mieszkał w Berlinie, by po ślubie w 1879 roku przenieść się do Wrocławia, a następnie na krótko do Katowic. 
W 1881 roku nabył majątek w Chwalimierzu (niem. Frankenthal), gdzie w latach 1884–1885 wybudował pałac wg projektu Karla Schmidta, i gdzie Kramstowie przeprowadzili się na stałe. Był także właścicielem dóbr w Piersnie (niem. Pirschen), Stoszowie (niem. Stusa), Kozikowie (niem. Hartau) i Rakoszycach (niem. Rackschütz) w powiecie średzkim, Kosiskach i Kozłowicach (niem. Koselwitz) w powiecie legnickim, a także Czeszewa w powiecie wrześnieńskim. W 1890 roku zbudował cukrownię w Ciechowie (niem. Dietzdorf). Był założycielem szpitala powiatowego w Środzie Śląskiej (niem. Neumarkt), który został otwarty po jego śmierci. Był również filantropem – wspierał ewangelickie Stowarzyszenie Misji Wewnętrznej. Od 1880 roku był także członkiem Śląskiego Towarzystwa Kultury Patriotycznej. Został odznaczony Orderem Orła Czerwonego IV klasy, rosyjskim Orderem Świętego Stanisława III klasy, Orderem św. Anny II klasy. Zmarł na atak serca 14 czerwca 1901 roku w pałacu we Frankenthal.